# 豊川市消防本部
豊川市消防本部（とよかわししょうぼうほんぶ）は、愛知県豊川市の消防部局（消防本部）。管轄区域は豊川市全域。

## 概要
- 消防本部：愛知県豊川市諏訪1-1（豊川市役所北庁舎5階）
- 管内面積：160.79km2
- 職員定数：186人
- 消防署1カ所、分署3カ所、出張所1カ所
- 主力機械

## 沿革
- 1948年3月15日　豊川市消防本部を設置。
- 1955年2月1日　豊川市消防署を設置。
- 1955年8月2日　消防本部新庁舎が完成。
- 1958年12月1日　西部出張所を開設。
- 1962年3月1日　東部連絡所を開設。
- 1965年8月28日　救急車を配備。
- 1967年4月1日　東部連絡所が出張所に昇格。南部連絡所を開設。
- 1969年11月16日　屈折はしご付消防車を配備。
- 1978年3月10日　消防本部新庁舎が完成。
- 1980年4月1日　南部連絡所が出張所に昇格。
- 1981年10月1日　宝飯郡音羽町の消防事務を受託し業務開始。
- 1982年4月1日　宝飯郡一宮町の消防事務を受託し業務開始。東部出張所・西部出張所が分署に昇格。
- 1982年10月1日　宝飯郡小坂井町・御津町の消防事務を受託し業務開始。
- 1983年1月12日　救助工作車を配備。
- 1983年12月13日　化学消防車を配備。
- 1984年4月1日　御津出張所を開設。
- 1985年3月26日　はしご付消防車を配備。
- 1985年4月1日　小坂井出張所を開設。
- 1986年4月1日　一宮出張所を開設。
- 1993年3月29日　高規格救急車を配備。
- 1999年4月1日　消防本部Webサイトの本格運用開始。
- 2006年2月1日　消防事務を受託していた一宮町を編入。
- 2008年1月15日　消防事務を受託していた宝飯郡音羽町、御津町を編入。
- 2010年2月1日　消防事務を受託していた宝飯郡小坂井町を編入。
- 2013年4月1日　南分署の開設に伴い、南部・小坂井・御津出張所を廃止。

## 組織
- 本部 - 総務課、予防課、防災対策課、通信指令課
- 消防署

## 消防署
| 消防署       | 住所            | 分署                                                                      | 出張所                |
| ------------ | --------------- | ------------------------------------------------------------------------- | --------------------- |
| 豊川市消防署 | 豊川市諏訪3-219 | 東：豊川市大堀町108 西：豊川市御油町行力19 南：豊川市御津町下佐脇野先52-4 | 一宮：豊川市一宮町豊1 |